# Tipula (Lindnerina) shieldsi
Tipula (Lindnerina) shieldsi is een tweevleugelige uit de familie langpootmuggen (Tipulidae). De soort komt voor in het Nearctisch gebied.